# Microtus fortis
Microtus fortis este o specie de rozătoare din familia Cricetidae.  Este găsită în Asia.

## Descriere
Microtus fortis este una dintre cele mai mari specii din genul Microtus. Are o lungime a corpului (inclusiv capul) de 120–139 mm iar a cozii de 48–67 mm. Blana de pe partea dorsală este maro-roșcată închisă iar părțile laterale sunt de o nuanță de maro-galben pal și se amestecă în blana de pe partea ventrală, care este cenușie. Părțile de sus ale labelor picioarelor sunt maro deschise, iar coada are două culori, partea de sus fiind maro închis iar cea de jos albicioasă.

## Răspândire și habitat
Microtus fortis trăiește în Asia. Arealul său include regiunea Trans-Baikal și bazinul fluviului Amur din Rusia, nord-estul Mongoliei, estul Chinei, Coreea de Nord și Coreea de Sud. Habitatul său specific este stepa și silvostepa, unde este găsite lângă lacuri și cursuri de apă, printre vegetație deasă și pe pajiști umede. Altitudinea maximă la care se găsește este de circa 2.000 m.

## Ecologie
Microtus fortis este activă atât în timpul zilei, cât și în timpul nopții. Se mișcă încet pe sol dar înoată foarte bine. În sol bine drenat, sapă vizuini destul de complexe cu pasaje laterale, camere de adăpost și de depozitare și multe ieșiri. Primăvara și vara se hrănește în principal cu frunze și tulpini de iarbă. În timpul toamnei își face provizii pentru iarnă, iar atunci dieta sa include și rădăcini, scoarță și miezuri de stuf. Cu toate acestea, frunzele par să fie hrana sa favorită pe durata întregului an.
Reproducerea are loc în perioada aprilie-noiembrie. În condiții favorabile, o femelă naște într-un sezon până la 6 rânduri de pui care constă fiecare în 5 pui. Perioada de gestație durează cam 20 de zile iar între nașteri există un interval de 40–45 de zile.

## Stare de conservare
Microtus fortis este comună și răspândită larg și nu au fost identificate amenințări majore pentru această specie, așa că Uniunea Internațională pentru Conservarea Naturii a clasificat-o ca fiind o specie neamenințată cu dispariția. Nu se știe dacă populația este în creștere sau în scădere și în jur de 14 % din arealul său din Mongolia se află în arii protejate.